# アマゾン文明
アマゾン文明（アマゾンぶんめい）は、南米アマゾン川流域に存在したとされる文明圏。特に、ボリビア北部のベニ県モホス平原（Llanos de Moxos）を中心とした先コロンブス期の農耕社会について、モホス文明とも呼ばれる。

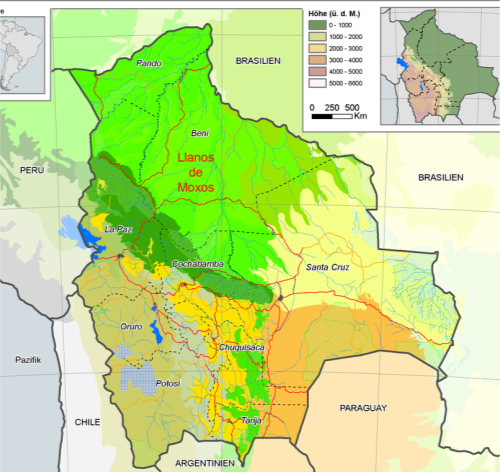
モホス平原の位置を示したボリビアの地図

この農耕社会の遺構は、よく組織され、人口の多い先住民社会の存在を証明しており、これはアマゾン川流域が大規模人口を維持するには環境的に不適切であり、先住民は狩猟採集民や焼畑農民であったとする、ベティ・メガーズ（Betty Meggers）をはじめとする従来の考古学者の見解と矛盾している。また1960年代には、石油会社の地質学者や地理学者ウィリアム・デネヴァン（William Denevan）らが、特にモホス平原地域において、アマゾン川流域に築かれた広大な先史時代の土木構造物の存在を公にした最初の人物のひとりであった。
モホス平原の大部分は雨季になると水没する。そのためこの地域ではさまざまな種類の土木構造物が記録されており、その中には巨大土塁、農業用の高床畑、自然および人工の森林島、運河、堤道、環状溝、魚捕獲用の仕掛けなどがある。
この地域での考古学的調査はまだ限定的であり、先史時代の住民の文化には多くの謎が残されている。現時点で先コロンブス期にこの地の住民が政治的に統一されていた証拠はなく、むしろ「多数の小規模で独立した集団」に分かれ、さまざまな系統の異なる言語を話していたと考えられている。
2022年に報告されたLIDAR技術による測量によって得られたデータが今後、未調査の遺跡に関する多くの情報を明らかにする可能性があり、これによってこれらの先史文明の理解がより明確になることが期待されている。
モホス平原に人々が住んでいた証拠は、紀元前8000年まで遡れ、巨大土塁の中からは紀元前800年の遺物も発見されている。この地域は17世紀後半にスペイン人が到来するまで、先住民によって広く居住されていた。
この記事では先コロンブス期の農耕社会についてモホス平原を中心に記載する。

## 背景
アマゾン川流域というと熱帯雨林地帯で、そこに住む人々は素朴な自然の民というイメージがあるが、少なくとも千数百年前までは低木草原地帯も多く存在しており、また16世紀のスペイン人の探検記録にも、巨大な現地人の集落が多数存在しているとの報告があり、また1720年の記録でも、「一日歩けば10-20の村を通り過ぎる」「道路はまっすぐで広く、きれいに管理されていて一枚の落ち葉さえ見当たらない」との報告もあるが、こうした古い報告はパーシー・フォーセットのようなごく一部の探検家などを除き1970年代まで無視され続けていた。
現在では、ヨーロッパ人渡来以前に、都市を中心とする複合社会がアマゾン河流域に存在していたことが判明しており、アマゾン河口のマラジョ島、マナオス周辺、上流のアクレ州、モホス平原、マットグロッソ州シングー先住民保護区等の地域で、そうした社会の存在が確認されている。シングー地区では、13世紀ごろに、道路網で結ばれた多数の集落群が存在していた。ただ、アマゾン流域のこうした社会は、ヨーロッパ人渡来以前に既に衰退していたのは確かなようで、その衰退の原因は現在のところ不明である。

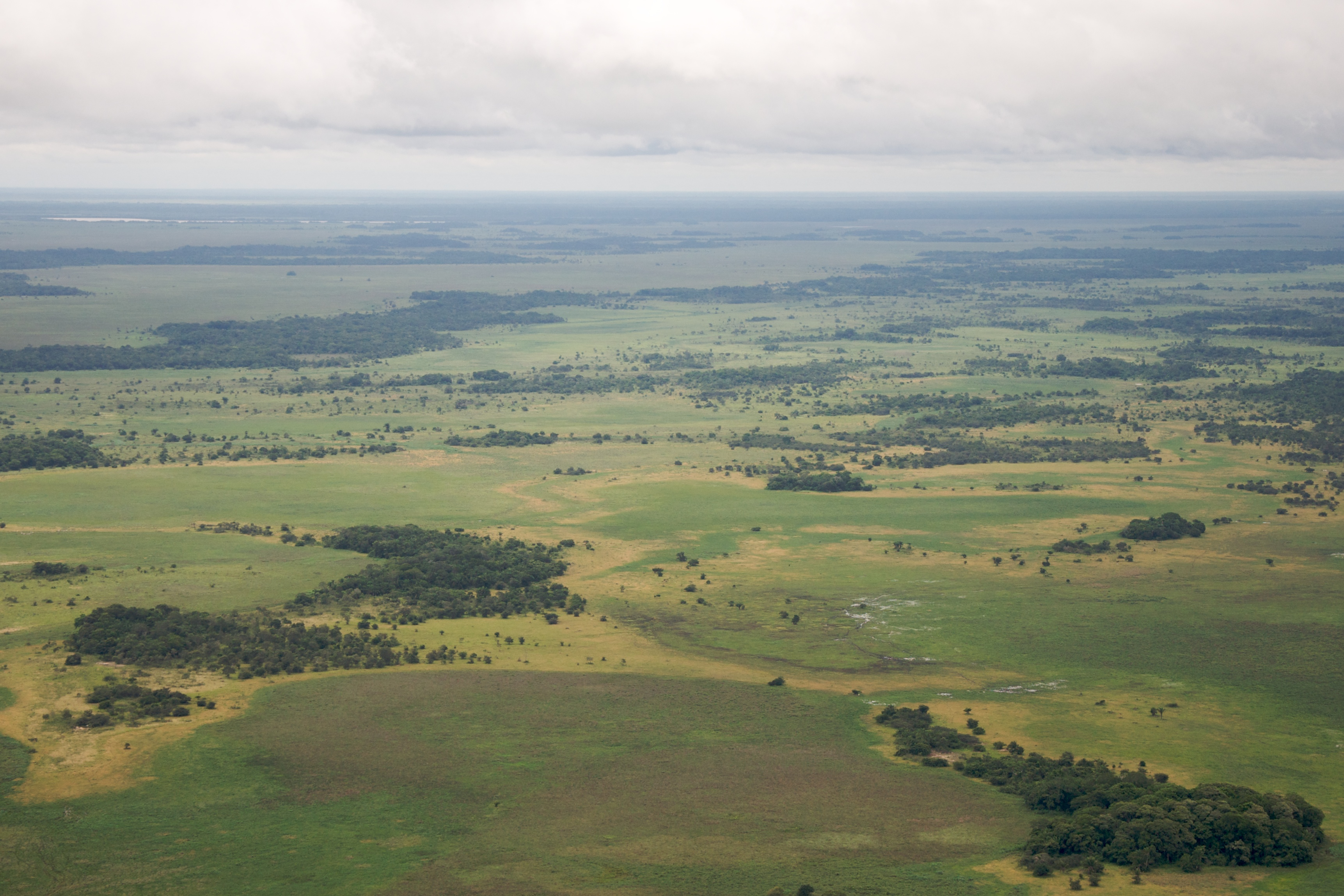
広大な沼地が特徴のモホス平原

## モホス平原
ボリビア北部のモホス平原の地域の定義はさまざまだが、11万から20万平方キロメートルの面積であるとされる。この地域は平坦な土地に多くの河川が流れ多くの浅い湖沼があり、雨期と乾期のある熱帯気候が特徴である。5割から6割の土地が年間4ヶ月から10ヶ月間水没する。モホス平原は大部分がマモレ川の流域にある。
モホス平原付近では、古代人は「ロマ（Loma）」（スペイン語で丘の意味）と呼ばれる人工的な土塁に居住し、各ロマを「テラプレン（Terraplen）」と呼ばれる道路で繋いだネットワークを形成していた、とされる。ロマやテラプレンに関しては、実際上空写真からその痕跡を確認することができる。また、人造湖を作り灌漑用水を用いた農業を営んでいたとされ、今日でも2000以上の人造湖跡・運河跡や農地跡が確認されている。

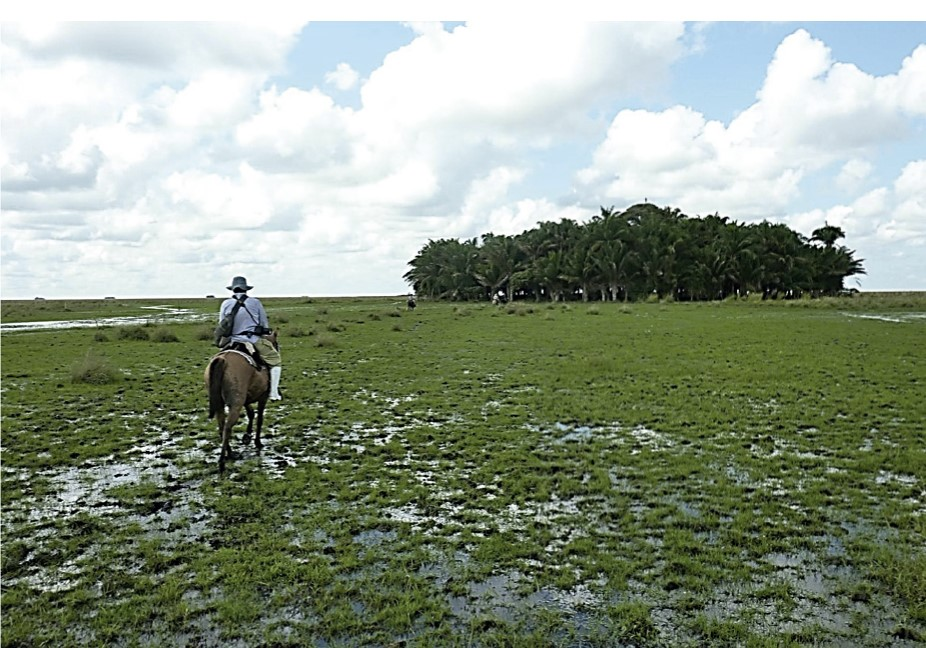
モホス平原にあるおそらく人工的と見られる森林島

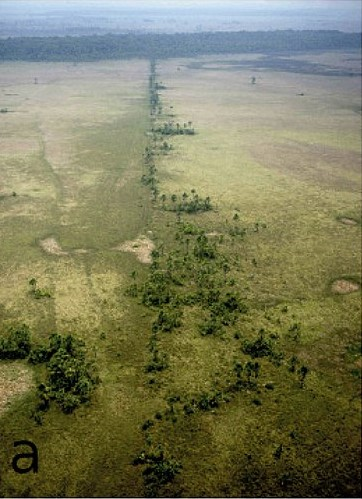
モホス平原の2つの島をつなぐ運河跡

実松克義によると、この地域の文明は1980年代頃の古く限られた発掘でも紀元前810年のころのものまで出てきたが、西暦1000年以降は衰退を始めていたと言う。この地域では、上空からのリモートセンシング技術による地形調査で、この地域に人口密度の高い都市中心部が建設されていて小さい集落に接続するようになっていたらしきこと、建設されたのは約1500年前で、特に大きな集落は周囲を堤で囲まれ、中心には土でできた高さ22mのピラミッドがあり、長さ数kmの真っすぐな堤道が何本も放射状に延びていたらしきことが報告されている。なお、実松克義は深い箇所の発掘を行なえばさらに数千年前に遡る可能性を指摘していたが、近年の海外研究者の報告を見ると、現地からはエジプトのピラミッドより古い5000年前の建造物がモンテグランデと呼ばれる地で発見されたとか、1万年以上も前からキャッサバやカボチャといった作物が栽培されていた可能性があるといったものまで出てきている。

## その他の地域
近年では、エクアドル東部モロナ・サンティアゴ県ウパノ川流域のウパノ渓谷で、レーザーを使った上空からの測定技術で住居や広場が道路や運河のネットワークでつながった都市が発見されたという報告がある。この都市は約2500年前に造られ、最長1000年ほど人が居住していたという。
一方で、後代では、ブラジルのマットグロッソ州で衛星画像を使い儀礼に使われたとみられる古い溝の跡を探したところ、約40万平方キロの範囲に1300の溝の跡と村落と思われるものが存在し、西暦1200～1500年頃それなりの高度な村落が東西約1800キロにわたって連なり互いに結びつきながら繁栄していた可能性があるという。

## 参考資料
- 実松克義『衝撃の古代アマゾン文明 - 第五の大河文明が世界史を書きかえる』（講談社、2004年）
- 日経サイエンス 2010年1月号